# Осторожно, перестройка
«Осторожно, перестройка» (итал. Occhio alla perestrojka) — итальянская комедия 1990 года, один из последних фильмов мастеров жанра — дуэта режиссёров Кастеллано и Пиполо.
В одной из главных ролей снялась Мария Калинина — победительница первого в истории СССР конкурса красоты «Московская красавица-1988».

## Сюжет
Трое итальянцев, работающие в фирме, производящей сельскохозяйственную технику, в профсоюзной командировке в социалистическую Болгарию знакомятся с местными девушками и проводят с ними время в своё удовольствие. Уезжая в Италию, они обещают им вернуться и жениться, уверенные, что «железный занавес» навсегда оградил их от встреч с мимолётными болгарскими подругами.
Но через два года в СССР начинается «перестройка», открывающая границы социалистических стран.
Филипп приглашает Татьяну приехать в Италию, но с ней вместе приезжает и Ольга с ребёнком, что становится полной неожиданностью для Фульвио — женатого и с двумя детьми, ведь ребёнок от него. Марко же, помолвленный с Франческой — очаровательной дочерью главы фирмы, уверен, что несовершеннолетняя Моника не сможет покинуть Болгарию, но тут приезжает её брат — культурист Сергей, намеренный добиться от поцеловавшего его сестру итальянца исполнения обещания жениться…
С героями происходит серия комичных происшествий. Ольга, по настоянию жены Фульвио, остаётся жить с ними. Татьяна, которую Филипп, желая от неё избавиться, устраивает работать в фирму, становится там топ-менеджером и заводит роман с её владельцем. Невеста Филиппа красавица Франческа, разочаровавшись в постельных умениях Марко, уезжает в Болгарию с культуристом Сергеем.

## В ролях
- Джерри Кала — Фульвио
- Эцио Греджо — Марко
- Родольфо Лагана — Филиппо
- Мария Калинина — Ольга
- Жанетт Вредевельд — Татьяна
- Ральф Мёллер — Сергей
- Марина Джулия Кавалли — Франческа
- Корин Клери — Анджела, жена Фульвио
- Маттиа Сбраджа — доктор Марчини
- Сильвия Конти — синьора Марчини

## Критика
Фильм снят Кастеллано и Пиполо — творческим дуэтом итальянских комедиографов Франко Кастеллано и Джузеппе Моччиа «Пиполо».
Несмотря на то, что в фильме занята звезда эротического кино Корин Клери, главные роли исполнили звёзды итальянской комедии Джерри Кала и Эцио Греджо, а его режиссёры — признанные в комедийном жанре мастера, фильм был признан критикой неудачным — снятый на закате карьеры этих звёзд, привычно играющих в своих амплуа, он не принёс ничего нового. По выражению критика Маурицио Порро в газете «Corriere della Sera», «фильм в состоянии глубокой комы; подтверждает исчезновение таланта у всех его создателей». Такую же оценку фильму дали и другие критики:

Ничего весёлого в этой серии глупостей: это торжество тривиальности, пресно и серо. Не находится ничего занимательного, нет шутки, которая не является нелепой или устаревшей. Общая вялость, с глупыми ситуациями и явным отсутствием действительно смешных идей.
Оригинальный текст (итал.)Nulla di ilare in questa sequela di melensaggini: è il trionfo del banale, dell’insulso e della scurrilità. Non una trovata amena, non una battuta che non sia goliardica o stantia (e sì che registi e sceneggiatori hanno nomi ben noti). Una fiacchezza generale, con situazioni sciocche e la palese mancanza di spunti veramente comici.
— Commissione Nazionale Valutazione Film

От фильма остаётся впечатление усталости. Похоже, устал Джерри Кала исполнять роли симпатичного малого, который всегда в поисках женщин и неприятностей; похоже, устала Корин Клери, уже много раз игравшая совместно с ним; и даже режиссёры Кастеллано и Пиполо не отошли в работе от обычного стиля, несколько лишённого строгости. Только для небольшого поддержания живости в кадре появляется Эцио Греджо, который, однако, изображает в этом фильме, наделённом большими возможностями интерпретации, только два чувства, которые у него лучше всего получаются: удивление (широко раскрыты глаза и рот) и паника (широко раскрыты глаза и рот).
Оригинальный текст (итал.)Dal film si ricava un’impressione di stanchezza. Sembra stanco Jerry Calà di interpretare il personaggio simpaticamente superficiale sempre in cerca di donne e guai; sembra stanca Corinne Cléry, ormai arrivata a un ragguardevole numero di partecipazioni speciali, e anche la regia di Castellano e Pipolo non si discosta da un lavoro di ordinaria amministrazione alquanto privo di rigore. Il solo a mantenere un po' di brio è Ezio Greggio, il quale però non appare in questa pellicola dotato di grandi capacità interpretative e due soltanto sono i sentimenti che meglio riesce a esprimere: lo stupore (occhi sgranati e bocca aperta) e il panico (occhi sgranati e bocca aperta).
— «Messaggero», 1990